# اندیس ماربین (سنگ تزئینی)
ماربین (سنگ تزئینی) یک اندیس مصالح ساختمانی است که در حوالی شهر اردستان استان اصفهان قرار دارد و مادهٔ معدنی موجود در آن، سنگ تزئینی است.